# Готская война (377—382)
Готская война (377—382) — война готских племён с Римской империей за право поселиться на её территории.
Война началась в 377 году вскоре после мирного переселения готов во Фракию (в 376 году) и завершилась в 382 году поселением готов в придунайских римских провинциях на правах федератов империи.
Римско-готская война стала одним из первых и самых важных событий Великого переселения народов. Её результатом стали значительное усиление влияния варваров-германцев на внутреннюю жизнь Восточной Римской империи и начало разрушения целостности империи.

## Предыстория

### Готы и Римская империя
Согласно труду Иордана «О происхождении и деяниях гетов», во времена царя Филимера готы от берегов Вистулы, которую большинство исследователей отождествляют с Вислой, форсировав реку, название которой Иордан не упоминает, достигли местности Ойум, о положении которой у историков так же нет единого мнения. По ареалу памятников Черняховской культуры область расселения готских племён в Причерноморье к IV веку простиралась от среднего Днепра до Карпат и нижнего Дуная.
Готы вступили в столкновения с Римской империей на нижнем Дунае при императоре Каракалле в 210-е годы. Во фрагменте писателя VI века Петра Магистра содержится рассказ о том, что в 230 году готы уже получали ежегодную дань от римлян.
Согласно историку Дексиппу при императоре Бальбине в 238 году началась Скифская война, когда карпы напали на римскую провинцию Мёзия, прилегающую к южному берегу Дуная в его нижнем течении. Римские историки называли эту войну Готской по имени наиболее сильного племени в варварской коалиции. Скифская или Готская война длилась примерно 30 лет, отмечена крупными морскими экспедициями готов и герулов по Чёрному и Средиземному морям и закончилась в 271 году разгромом готов в их землях императором Аврелианом. Аврелиан по пути в Малую Азию совершил успешный поход на готов за Дунай, где уничтожил вождя готов Каннаба (Каннабауда; лат. Cannabaudes), с пятью тысячами человек.
После этого готы совершали лишь эпизодические набеги, пока император Константин Великий не разбил их в 332 году, уничтожив голодом и холодом почти 100 000 варваров, после чего принял их в число союзников-федератов. Готы поставили в римские войска 40 000 человек и обязались не пропускать к дунайской границе другие племена, за что римляне выплачивали им ежегодно денежные суммы. В середине IV века готские отряды отмечены в составе римской армии на войне с персами.

### Победа Валента над готами (367—369)
Вскоре после того, как Валент был провозглашён братом, римским императором Валентинианом, соправителем-императором восточной части Римской империи, в Константинополе поднял мятеж военачальник Прокопий. На помощь узурпатору готы выслали отряд в 3 тысячи воинов, однако они не успели принять участия в боевых действиях, так как Валент быстро подавил мятеж и казнил Прокопия. Готы были разоружены и задержаны в придунайских крепостях.
Когда вожди готов потребовали возвращения пленных, император Валент решил упредить конфликт и весной 367 года сам атаковал места проживания готов за нижним Дунаем. Первый поход не принёс успеха, варвары скрылись в горах. В следующем году поход сорвался из-за обильного разлива Дуная. В 369 году Валенту удалось продвинуться вглубь варварских земель, где произошло сражение с готами-тервингами вождя Атанариха. Атанарих потерпел поражение и бежал. Согласно Зосиме Валент выслал легкие поисковые отряды в места, где могли укрыться готы, с обещанием платить за каждую голову врага. Кроме потерь в боях в результате 3-летней войны готы стали испытывать лишения из-за отсутствия торговли с империей. Они запросили мир, который был заключен между императором Валентом и вождем Атанарихом на гребном судне посередине Дуная.

### Нашествие гуннов
В начале 370-х годов в Северное Причерноморье ворвались племена гуннов. Сначала на себя удар приняли аланы, затем в столкновение с неведомым прежде грозным противником вступили готы-гревтунги прославленного в германском эпосе вождя Германариха. Сведения о гото-гуннских войнах донесли до нашего времени историки Аммиан Марцеллин и Иордан.
Германарих скончался в ходе войны, его преемник Витимир погиб в бою с гуннами. Племя гревтунгов, возглавляемое вождями Алафеем и Сафраком, отступило под напором гуннов и аланов к Днестру. К Днестру подошли готы-тервинги Атанариха, чтобы задержать продвижение гуннов на берегах реки. Однако гунны обошли ночью передовой заслон готов и внезапно обрушились на их основной лагерь. Атанарих бежал и стал организовывать новую линию обороны уже на реке Прут. За исключением Крыма, где до конца средних веков сохранялась небольшая колония готов, их следы в Северном Причерноморье с тех пор исчезают.
Часть готских племён покорилась гуннам, другие были согнаны с мест постоянного проживания и скопились к северу от нижнего Дуная. Недостаток жизненных припасов в тех местах и постоянная угроза гуннских набегов заставили их искать убежища на римской территории к югу от Дуная, в восточной Фракии.

## Переселение готов в восточную Фракию (376)
Аммиан Марцеллин так сообщил о решении готских племён:

После продолжительных совещаний о том, какое место избрать для поселения, они решили, что наиболее подходящим для них убежищем будет Фракия; в пользу этого говорили два соображения: во-первых, эта страна имеет богатейшие пастбища и, во-вторых, она отделена мощным течением Истра от пространств, которые уже открыты для перунов чужеземного Марса.
— Аммиан Марцеллин
На левом берегу Дуная скопилась огромная толпа почти в 200 000 человек по оценке Евнапия. Римляне перебили тех варваров, которые рискнули переправиться на правый берег. Готы послали посольство к императору Валенту с просьбой о поселении на землях империи. Император разрешил переправу варварам через Дунай с намерением использовать их людские ресурсы для укрепления своей армии. Готам должны были предоставить землю для обработки и провиант на первое время.
Римские начальники должны были обеспечить разоружение готов, однако не сумели выполнить указание императора:

Царь из Антиохии предписал римским военачальникам принять прежде всего невзрослых скифов, препроводить их в римские владения и держать бережно в залоге; потом, стоя на берегу, прочим скифам, способным носить оружие, не прежде доставить суда для переправы на другой берег и не прежде принимать их, пока они не сложат оружия и не будут совершенно безоружны. <…> Коротко сказать, всякий думал только о том, чтобы наполнить дом рабами, поместья — пастухами и удовлетворить своему неистовому сладострастию. Постыдно и беззаконно прельщенные такими предметами, военачальники приняли скифов вооруженных.
— Евнапий
По образному выражению Марцеллина:
…открыты были запоры на нашей границе и варвары выбрасывали на нас толпы вооруженных людей, как Этна извергает свой пылающий пепел.Аммиан Марцеллин
Первыми переправилось готское племя тервингов вождей Алавива и Фритигерна. Другое племя тервингов под началом Атанариха ушло по левому берегу Дуная вверх, вытесняя сарматов. Готские племена гревтунгов вождей Алафея и Сафрака и племя Фарнобия не получили разрешения на переправу, но воспользовавшись отвлечением римских солдат на охрану тервингов, высадились на правом берегу Дуная.
Вследствие злоупотреблений римского наместника во Фракии, комита Лупицина, готы не получили продовольствия в достаточном количестве и были вынуждены обменивать на него своих детей. Даже детей старейшин уводили в рабы, на что их родители давали согласие, чтобы спасти их от голодной смерти.

## Восстание готов (377)

### Лето
Готов не допускали в римские города для покупки провианта. Под стенами Маркианополя (рядом с совр. болгарской Варной) разгорелся локальный конфликт — озлобленные готы перебили небольшой римский отряд солдат. В ответ комит Лупицин приказал перебить оруженосцев Фритигерна, который как раз гостил в его дворце вместе с другим вождём готов, Алавивом. Фритигерн сумел вырваться и поднял готские племена против римлян, о судьбе вождя Алавива ничего не известно.
Силы в подчинении Лупицина были разгромлены в первом же бою под Маркианополем. Об этом бое Марцеллин написал так:

В девяти милях от города, он [Лупицин] остановился в готовности принять бой. Увидев это, варвары бросились на беспечные отряды наших и, прижав к груди щиты, поражали копьями и мечами всякого, кто был на их пути. В кровавом ожесточенном бою пала большая часть воинов, потеряны были знамёна, пали офицеры за исключением злосчастного командира, который думал, пока другие сражались, только о том, как бы ему спастись бегством, и во весь опор поскакал в город.
— Аммиан Марцеллин
Варвары разошлись по всей территории Фракии, занимаясь грабежами и убийствами. Под Адрианополем к ним присоединились отряды готов Сферида и Колии, которые нанялись на службу империи задолго до этих событий, но которых местное население хотело разоружить. Рабочие с золотых приисков также присоединились к восставшим готам. Войско Фритигерна осадило Адрианополь, но после безуспешных штурмов готы отправились на разорение средиземноморского побережья Фракии, оставив под стенами города небольшой отряд.

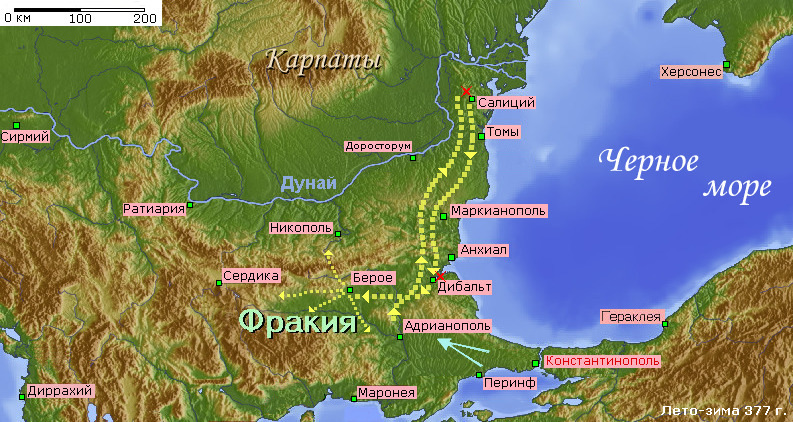
Готская война, лето—зима 377 г. Готы оттеснены из Фракии к нижнему Дунаю свежими силами римлян, там они под Салицием разбили римлян. Оттуда готы снова продвинулись в центр равнинной Фракии, где разошлись для грабежа

Император Валент был занят подготовкой войны с персами в Сирии. Он послал на подавление восстания военачальников Профутура и Траяна с легионами из Армении. Свежие римские войска постепенно оттеснили варваров из Фракии к нижнему Дунаю. Племянник Валента император Западной части Римской империи Грациан отправил на помощь Валенту легионы из Паннонии под началом Фригерида и отряды из Галлии под началом начальника императорской гвардии Рихомера. Фригерид задержался, а соединённые силы римлян под началом Профутура, Траяна и Рихомера подошли к базовому лагерю-табору готов в Добрудже.
Ни одна из сторон не сумела одержать победы в последовавшем затем кровопролитном сражении в местечке Салиций летом 377 года:
Все это случилось в год консульства Грациана в четвертый раз и Меробавда, когда время шло уже к осени.Аммиан Марцеллин
Марцеллин назвал исход сражения печальным и заметил:
Известно, впрочем, что римляне, значительно уступавшие числом несметным полчищам варваров, с которыми они сражались, понесли тяжелый урон, но нанесли также жестокие потери варварам.Аммиан Марцеллин
Силы сторон, участвовавших в бою, остались неизвестны. Современный историк Томас Бернс (англ. Thomas Samuel Burns) считает, что у готов было только 12 000 воинов.
Римские войска после битвы отошли к Маркианополю, оставляя провинции Скифию и Мёзию (в районе современной Добруджи) на произвол готов. Готы в течение 7 дней оставались в своём таборе, не пытаясь развить наступление. Римляне перешли к оборонительной тактике, свозя все продовольственные запасы в укреплённые города, которые готы не умели захватывать. Линия обороны проходила примерно по Балканскому хребту, римские отряды блокировали проходы в горах, надеясь запереть готов на опустошённой ими же, относительно малонаселённой местности между Балканским хребтом и Дунаем.

### Осень
Валент передал командование магистру конницы Сатурнину. Оценив соотношение сил, тот стянул войска в города, не надеясь удержать горные проходы. Под городом Дибальт варварская конница полностью разгромила отряды под началом Барцимера, трибуна скутариев (лат. scutarii — щитоносцы; от лат. scuta — плоский овальный щит) — императорских телохранителей. Готы снова прорвались во Фракию до Геллеспонта, к ним присоединились другие варварские племена: аланы, гунны и тайфалы.
Успех сопутствовал римлянам на западе Фракии. Римский военачальник Фригерид в балканских горах истребил готов и тайфалов под началом Фарнобия (вождь Фарнобий погиб), захваченных пленных он поселил как земледельцев в Италии. Как обычно, в зимнее время наступил перерыв в боевых действиях.

## Наступление готов (378)

### Империя сосредотачивает силы
Император Валент прибыл с Востока в Константинополь 13 мая 378 года. Командование войсками император передал от Траяна Себастиану, который успешно действовал против разрозненных готских отрядов. Под Адрианополем он совершил удачную вылазку, отбив большой обоз у готов. Фритигерн предпочёл отойти из гористой местности на равнину к городку Кабиле, чтобы избежать римских нападений. Тактика Себастиана заключалась в постоянных атаках на готов из засад, лишения их фуража и постепенного выдавливания с римской территории. Успехи военачальника возбудили зависть в окружении императора, придворные евнухи, согласно Зосиме, убедили Валента в лёгкой победе над ослабевшими готами.
11 июня император выступил с армией из Константинополя. Современные историки оценивают силы в распоряжении Валента в широком диапазоне от 15 000 до 60 000 солдат (минимальные оценки у Дельбрюка; Х. Вольфрам: 30 000—40 000; Т. Бернс: 60 000).
Император Грациан собирался привести войска из Паннонии на помощь Валенту, но вторжение в феврале 378 года аламаннского племени лентиензов через Рейн удержало его от похода. После разгрома аламаннов Грациан двинулся к Валенту, однако ревность к воинской славе племянника заставила Валента поспешно ввязаться в генеральное сражение с готами в то время, когда войска Западной Римской империи находились на марше в районах современной Сербии.

### Битва под Адрианополем

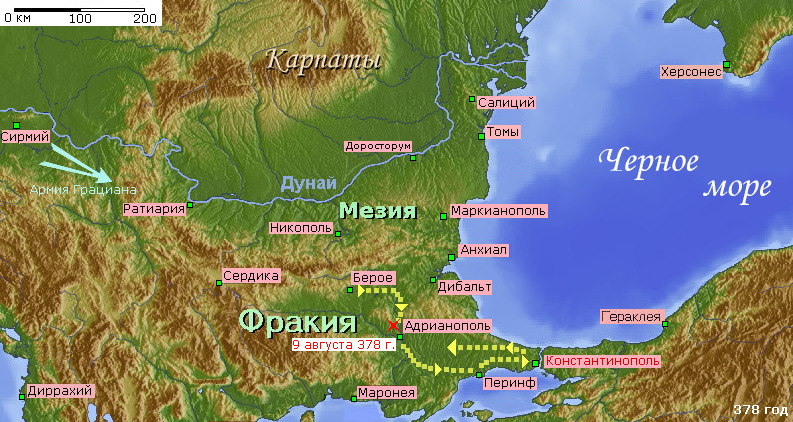
Готская война (лето 378). Готы разбили под Адрианополем римлян, затем после неудачной осады Константинополя рассыпались отрядами по Фракии и Мёзии

Войска противников сблизились в 18 км от Адрианополя (современный турецкий Эдирне) во Фракии. Вождь готов Фритигерн прислал предложения о мире, которые были отвергнуты. Разведка римлян неверно оценила численность готской армии в 10 000 человек:
По какому-то недоразумению наши передовые легкие войска определяли численность всей этой части полчищ, которую они видели, в десять тысяч человек, и император с лихорадочной поспешностью спешил им навстречу.Аммиан Марцеллин
Это побудило императора Валента первым атаковать противника. Военный историк Дельбрюк на основании этой оценки предполагает, что готы на самом деле располагали 12 000—15 000 воинов.
9 августа 378 года, около 2 часов дня, римская армия вышла на лагерь готов — табор, окружённый повозками и валом. Фритигерн ещё раз предложил мир, и Валент на этот раз склонился к переговорам, но обмен заложниками был прерван случайным неудачным нападением одного из римских отрядов на лагерь готов, в результате чего стороны перестали доверять друг другу. Внезапно с гор появилась готская конница Алафея и Сафрака с отрядом аланов, которые с ходу обрушились на римлян. Завязалось генеральное сражение.
Левое крыло римлян, состоявшее из конницы, подошло вплотную к табору, однако было опрокинуто напором большой массы готов. Римские пехотные части оказались сдавлены в толпу. Марцеллин описал последовавший разгром римлян:

От поднявшихся облаков пыли не видно было неба, которое отражало угрожающие крики. Несшиеся отовсюду стрелы, дышавшие смертью, попадали в цель и ранили, потому что нельзя было ни видеть их, ни уклониться. Когда же высыпавшие несчётными отрядами варвары стали опрокидывать лошадей и людей, и в этой страшной тесноте нельзя было очистить места для отступления, и давка отнимала всякую возможность уйти, наши в отчаянии взялись снова за мечи и стали рубить врага, и взаимные удары секир пробивали шлемы и панцири. <…> В этой страшной сумятице пехотинцы, истощенные от напряжения и опасностей, когда у них не хватало уже ни сил, ни умения, чтобы понять что делать, и копья у большинства были разбиты от постоянных ударов, стали бросаться лишь с мечами на густые отряды врагов, не помышляя уже больше о спасении жизни и не видя никакой возможности уйти. <…> Наконец под напором силы варваров наша боевая линия совершенно расстроилась, и люди обратились к последнему средству в безвыходных положениях: беспорядочно побежали, кто куда мог.
— Аммиан Марцеллин
Избиение римлян продолжалось до наступления ночи. Судьба императора Валента осталась неизвестной, римляне даже спустя несколько дней после битвы считали его живым. Аммиан Марцеллин и Сократ Схоластик передают две версии. По одной из них император, сражаясь среди войска в обычной одежде, был убит стрелой, и его труп затерялся среди солдат на поле боя. По другой версии очевидца раненого Валента свита отнесла в деревенскую хижину. Готы окружили её, а затем, встретив сопротивление, сожгли вместе с находившимися внутри людьми, из которых удалось спастись только тому самому очевидцу. Версия о гибели Валента в огне была подхвачена более поздними христианскими историками, так как выражала идею наказания императора за его арианские убеждения и преследования ортодоксальных священнослужителей.
Кроме императора погибло две трети римского войска, 35 трибунов, полководцы Траян и Себастиан.

### Осадная война
На четвертый день после победы под Адрианополем готы полностью окружили сам город, в котором укрылись уцелевшие римские войска, и, рассчитывая захватить императорскую казну, бросились на штурм с одними лестницами. За два дня штурма готы потеряли много воинов, после чего отказались от захвата города и направились к Перинфу, где разграбили окрестности (сам город они уже не рисковали штурмовать). Фритигерн усилил своё войско гуннами и аланами, привлечёнными слухами о богатой добыче.
От Перинфа варвары двинулись на Константинополь. Марцеллин приписывает заслугу в отражении первого натиска на столицу Восточной Римской империи отряду сарацин, совершавших успешные вылазки на готов. Перед угрозой варваров население Константинополя вступало в ополчение, вдова Валента августа Доминика организовала оборону города, выдав народу большие суммы денег. Готы начали было строить осадные машины, но затем предпочли отступить от неприступных стен и рассыпались для грабежа по провинциям.
В эти дни магистр армии в Малой Азии Юлий по согласованию с сенатом Константинополя издал тайный приказ перебить всех готов, давно принятых в империю в качестве заложников в юном возрасте и после взросления распределённых по разным крепостям, что и было сделано в условленный день. Современники одобрительно восприняли истребление готов, считая его необходимым шагом в сложившихся условиях.

## Окончание войны (379—382)
19 января 379 года император Грациан в Сирмии (современная Сремска-Митровица в Сербии) провозгласил популярного военачальника Феодосия, командующего войсками в Иллирике, императором Восточной Римской империи.
Феодосий близ Сирмия одержал победу над готами, затем боевые действия протекали без больших генеральных сражений. К этому времени варварская коалиция распалась — готы Фритигерна разоряли Фессалию, Эпир и Грецию, вожди Алатей и Сафрак устремились в Паннонию. Зосима рассказал об одной из побед римлян. Военачальник Феодосия Модар, происходивший из царственной скифской семьи, дождался в засаде, когда варвары опьянели и отяжелели от пиршества. Затем он приказал своим воинам атаковать их лагерь налегке, с одними только мечами. Варвары в течение короткого времени были перебиты, римляне захватили 4 тысячи повозок и столько пленных, что заполнили ими все эти повозки.
Только почти через два года после назначения императором, 24 ноября 380 года, Феодосий вступил в Константинополь, после чего основное внимание уделял церковной политике и дипломатической работе с готскими вождями. Он привлек в армию многих варваров, разрешив им свободно покидать её ряды и вступать обратно по желанию. Хотя численность войск восстановилась, их дисциплина и управляемость значительно снизились. Зосима сообщает, что Грациан послал Феодосию на помощь войска во главе с франками Баудоном и Арбогастом, которые выдавили банды варваров из Македонии и Фессалии обратно во Фракию. Это улучшило положение Восточной Римской империи и сделало готов более склонными к переговорам.
В январе 381 года Феодосию удалось заключить союз с Атанарихом, однако последний через две недели скончался в Константинополе. Похороны готского вождя Феодосий превратил в пышную церемонию, надеясь завоевать расположение варваров.
3 октября 382 года Феодосий заключил мирный договор, по которому готы поселились как федераты в Нижней Мёзии и Фракии (территория современной Болгарии). Эта дата считается окончанием римско-готской войны. В одной из речей по поводу заключения мира оратор Фемистий заметил, что сельская местность Фракии обезлюдела настолько, что пришлось бы её колонизировать поселенцами из Малой Азии, если бы готов там не осталось. Фемистий выразил надежду ассимиляции готов в число римских граждан, приводя в пример воинственных галатов, которые после вторжения в III в. до н. э. осели в Малой Азии и к IV веку превратились в обычных подданных империи.
Готы поддерживали мир и даже сражались в составе армии Феодосия до 395 года, когда после его смерти они перестали получать ежегодную дань от центральной власти и снова восстали под предводительством Алариха.

## Историография
Наиболее подробное описание переселения готов на территорию Восточной Римской империи, их восстания, битвы под Адрианополем и вскоре последовавших событий дал современник событий, грек по происхождению Аммиан Марцеллин в своей «Римской истории» (лат. Res Gestae). Его повествование заканчивается на 378 году событиями сразу после сражения под Адрианополем, когда готы отказались от штурма Константинополя и разошлись для грабежа оставшейся без имперских войск Фракии.
Дальнейшие события гото-римской войны изложены в основном у Зосимы (историк 2-й половины V века) в кн. 4 его «Новой истории». По отзыву Фотия Зосима практически скопировал в соответствующей части своей истории труд малоазийского грека Евнапия, который дошёл до нашего времени фрагментарно. В сохранившихся фрагментах Евнапий независимо от Марцеллина подробно рассказывает о переселении готов за Дунай.
Раннехристианские историки V века Созомен и Сократ Схоластик в изложении истории конца IV века бегло упоминают про государственные дела, главным образом для фоновой иллюстрации событий в церковной жизни. Римско-готская война у этих авторов сводится в основном к гибели еретика-арианина Валента и победам Феодосия Великого, восстановившего православие. Павел Орозий (VII.33) также не добавляет ничего нового к описанию событий. Заметки о римско-готской войне содержатся в различных хрониках (Марцеллин Комит, Проспер Аквитанский, константинопольский «Список консулов»), что позволяет уточнить точную хронологию событий. Готский историк VI века Иордан в труде «Гетика» лишь конспективно рассказывает о войне, следуя сочинениям более ранних авторов.